# Aguriahana burmensis
Aguriahana burmensis är en insektsart som beskrevs av Irena Dworakowska 1972. Aguriahana burmensis ingår i släktet Aguriahana och familjen dvärgstritar. Inga underarter finns listade i Catalogue of Life.